# Vicia cassubica
La veccia dei cassubi (Vicia cassubica L.) è una pianta perenne erbacea appartenente alla famiglia delle Fabacee.

## Descrizione
Le foglie sono pennate con 16-24 segmenti ellittici arrotondati all'apice. Presenza di viticci all'apice dei rametti.

I fiori hanno corolla purpurea o blu e sono raggruppati a 5-6 per racemo.

## Distribuzione e habitat
La specie è diffusa in  Europa, e in Asia Minore e Medio Oriente.

Si trova in tutta Italia tranne in Piemonte, in Valle d'Aosta e in Sardegna..
L'habitat ideale è rappresentato dai boschi di latifoglie e conifere.